# دهستان کیار غربی
کیارغربی دهستانی به مرکزیت روستای خراجی از توابع بخش مرکزی شهرستان کیار  در استان چهارمحال و بختیاری است.

## مردم
مردم این دهستان لرتبار و از ایل بختیاری می باشند که به گویش لری بختیاری سخن می گویند

## جمعیت
براساس سرشماری سال ۱۳۸۵ جمعیت آن ۱۵٬۳۵۲ نفر (۳٬۸۹۸ خانوار) بوده‌است.